# Roko Karanušić
Roko Karanušić (Zagreb, 5 de Setembro de 1982) é um tenista profissional croata, ja alcançou o N. 88 em simples.

## Titulos
Simples
| Legenda (Simples)      |
| Grand Slam (0)         |
| Tennis Masters Cup (0) |
| ATP Masters Series (0) |
| ATP Tour (0)           |
| Challengers (3)        |

| N. | Data               | Torneio            | Piso        | Oponente na final  | Placar           |
| 1. | Setembro 3, 2007   | Donetsk, Ucrânia   | Duro        | Dick Norman        | 6–4, 6–4         |
| 2. | Fevereiro 11, 2008 | Belgrade, Sérvia   | Carpete (I) | Philipp Petzschner | 5–7, 6–1, 7–6(5) |
| 3. | Outubro 13, 2008   | Kolding, Dinamarca | Duro (i)    | Karol Beck         | 6–4, 6–4         |